# Exorista uticola
Exorista uticola är en tvåvingeart som beskrevs av Macquart 1850. Exorista uticola ingår i släktet Exorista och familjen parasitflugor.
Artens utbredningsområde är Schweiz. Inga underarter finns listade i Catalogue of Life.